# Melanopolia longiscapa
Melanopolia longiscapa är en skalbaggsart som beskrevs av Stefan von Breuning 1935. Melanopolia longiscapa ingår i släktet Melanopolia och familjen långhorningar.
Artens utbredningsområde är Gabon. Inga underarter finns listade i Catalogue of Life.